# Miguel Torres
|  | Per a altres significats, vegeu «Miguel Torres (desambiguació)». |

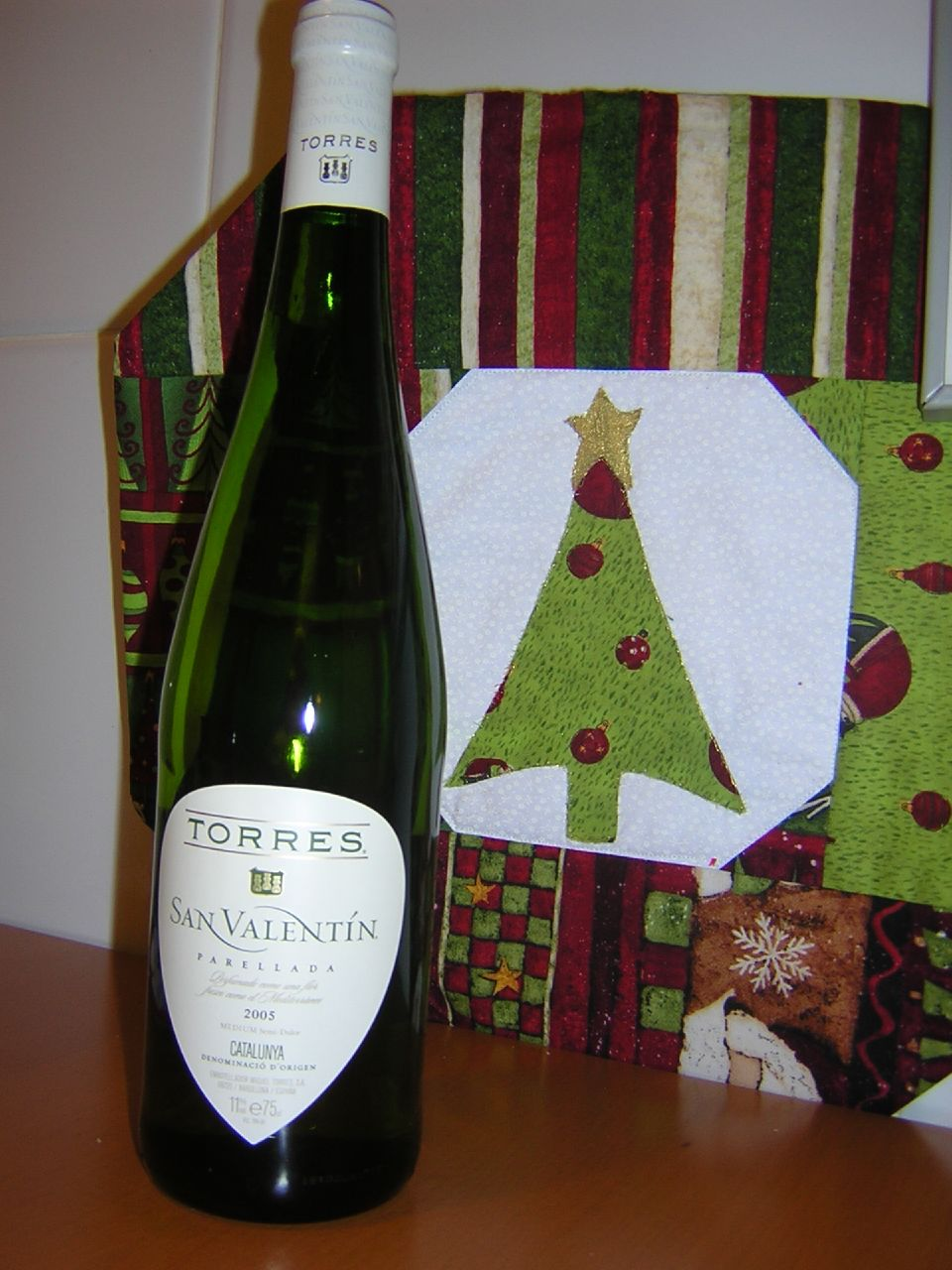
Un dels vins de les Bodegas Torres

Miguel Torres, SA. és una empresa vinícola centenària de Vilafranca del Penedès, fundada el 1870 per Jaume Torres Vendrell i el seu germà Miquel Torres Vendrell. Actualment és el celler familiar amb major extensió de vinyes de la seva propietat de la Denominació d'Origen Penedès, i un grup empresarial present a Amèrica i en diferents denominacions d'origen.
A Xile (Vall de Curicó) té el celler Miguel Torres Xile i als Estats Units (Califòrnia) Marimar Torres va fundar el 1986 Marimar Estate. També té vinyes a la DO Conca de Barberà, DO Toro, DO Jumilla, DO Ribera del Duero, DOQ Priorat i més recentment DO Rioja.
Amb la seva firma es comercialitzen vins de diferents varietats, així com brandies. Algunes de les seves marques són Viña Sol, Sangre de Toro, De Casta, Corones, Atrium i Viña Esmeralda. En brandies té marques com Torres 5 i Torres 10.
Té estructura d'empresa familiar i és el major exportador de vins d'Espanya. Així mateix Torres és el celler de vins de taula més famós d'Espanya i exporta a més de 140 països.
La companyia familiar és dirigida per la quarta generació de la família Torres. Des de 2023 el seu president és Miquel Torres Maczassek, de la 5a generació de la nissaga familiar.

## Història[calcitació]

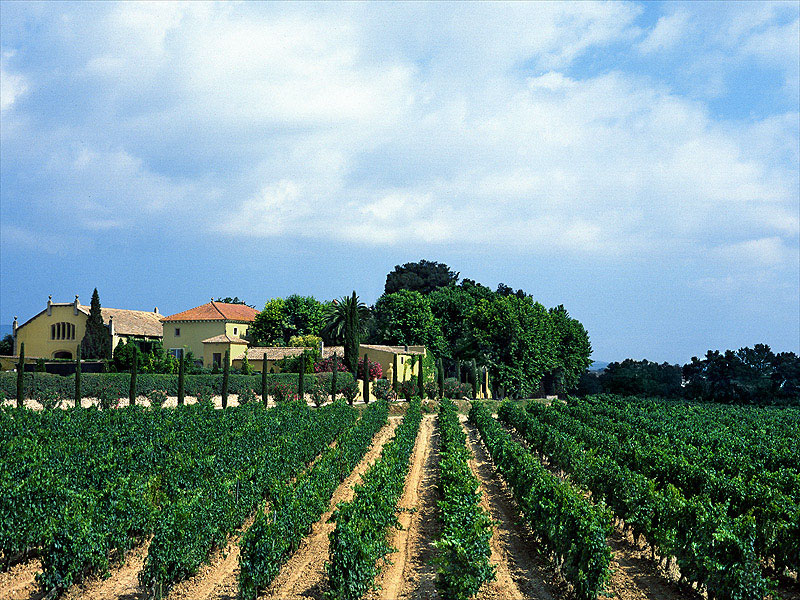
Finca Mas La Plana

La família Torres es va establir al Penedès fa més de tres segles. Jaume Torres i Vendrell va ser qui va iniciar l'expansió. El 1855 havia emigrat a Cuba i va fer una fortuna gràcies a la pròspera indústria petroliera i al comerç marítim. El 1870 va tornar a la seva terra convertit en un home ric, es va associar amb el seu germà viticultor i van fundar l'empresa el mateix any a Vilafranca del Penedès. Una de les idees de Jaume Torres va ser la construcció d'una bóta de vi de 600.000 l, la més gran del món.
A principis del segle XX Joan Torres i Casals va començar a elaborar brandi envellit amb roure del Llemosí.
Durant la guerra civil espanyola el celler va ser bombardejat. Tot va quedar en ruïnes, inclosa l'enorme bóta. Miquel Torres Carbó, pertanyent a la tercera generació de la saga familiar, va reconstruir el 1940 el celler i va engegar el negoci. Va interrompre la venda de vi a orri per passar a comercialitzar-lo en ampolles etiquetades. En l'any de la reconstrucció, Miquel Torres al costat de la seva esposa van creuar l'Atlàntic i es van disposar a vendre els seus vins, visitant restaurants i insistint que els amos tastessin els seus vins. Per aquella època es van introduir les marques Sangre de Toro, Viña Sol i Corones.

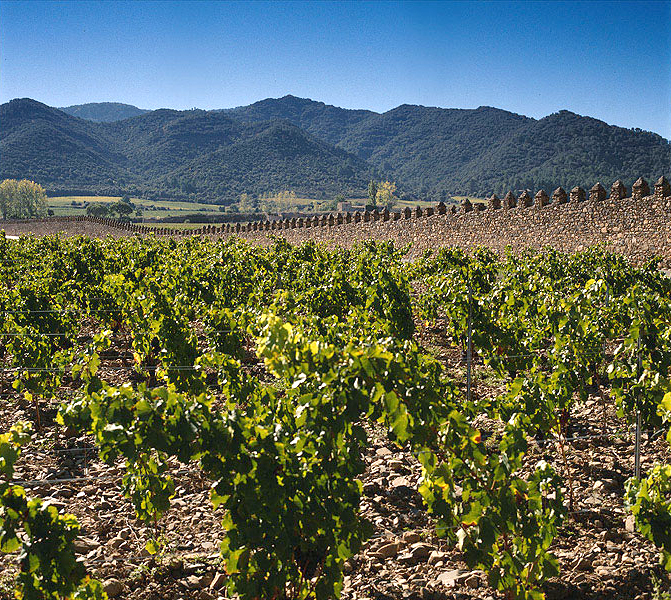
Finca Grans Muralles

Amb la mort el 1991 de Miquel Torres, el celler va passar a mans del seu fill Miguel A. Torres Riera, actual President i Conseller delegat de l'empresa.
El 1966 es van començar a plantar ceps importats: al principi chardonnay i cabernet sauvignon i, després, merlot, pinot noir, riesling i gewürztraminer.
Des de 1975 Bodegas Torres ha practicat la viticultura ecològica. D'altra banda, al llarg de la seva història, Torres va aportar dos canvis particularment importants a l'enologia: l'ús de la fermentació a temperatures controlades i la maduració del vi en petites bótes de roure durant un període curosament limitat, com ha estat pràctica habitual a Bordeus.
El 1966 Miguel A. Torres Riera es va casar amb Waltraud Maczassek, artista alemanya que col·labora en la venda dels vins Torres a Alemanya. El riesling que comercialitza duu el nom Waltraud en honor seu.
El 1979 van obrir un celler a Curicó, a la Vall Central de Xile, i quatre anys més tard a la vall de Sonoma, a Califòrnia. Actualment l'empresa catalana exporta a més de 140 països.

## Finques[calcitació]

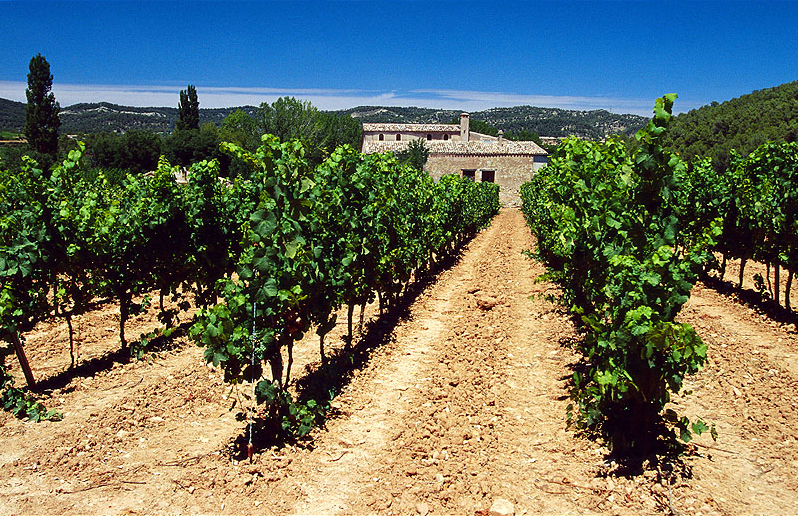
Finca Fransola

- La vinya Mas La Plana, situada a Pacs del Penedès, dintre de la DO Penedès, -que en l'Edat Mitjana formava part dels feus del Comte de Barcelona-, està plantat amb ceps de Cabernet sauvignon, amb una edat mitjana de 30 anys. És un dels primers que es va conrear a Espanya amb aquesta varietat de raïm. Del fruit s'elabora el vi del mateix nom de la finca. Mas la Plana és avui un dels vins negres de més prestigi mundial, com afirma Julian Jeffs en el seu llibre Vins d'Espanya.
- A la ruta del Cister, el castell medieval de Milmanda dona nom a una altra finca, de la qual procedeix el vi del mateix nom, un blanc. Milmanda es vinifica seguint mètodes tradicionals, per fermentació en bótes noves de roure francès. La finca de Milmanda es troba en el municipi de Vimbodí, dintre de la DO Conca de Barberà i té 15 hectàrees de vinya.
- A la finca Fransola el Sauvignon blanc comparteix espai amb parcel·les de Parellada. De la combinació d'ambdues, encara que amb predomini de sauvignon neix el Fransola, que exigeix una considerable meticulositat, car parteix dels mosts que són fermentats en bóta i la resta en acer inoxidable, abans del seu definitiu acoblament.

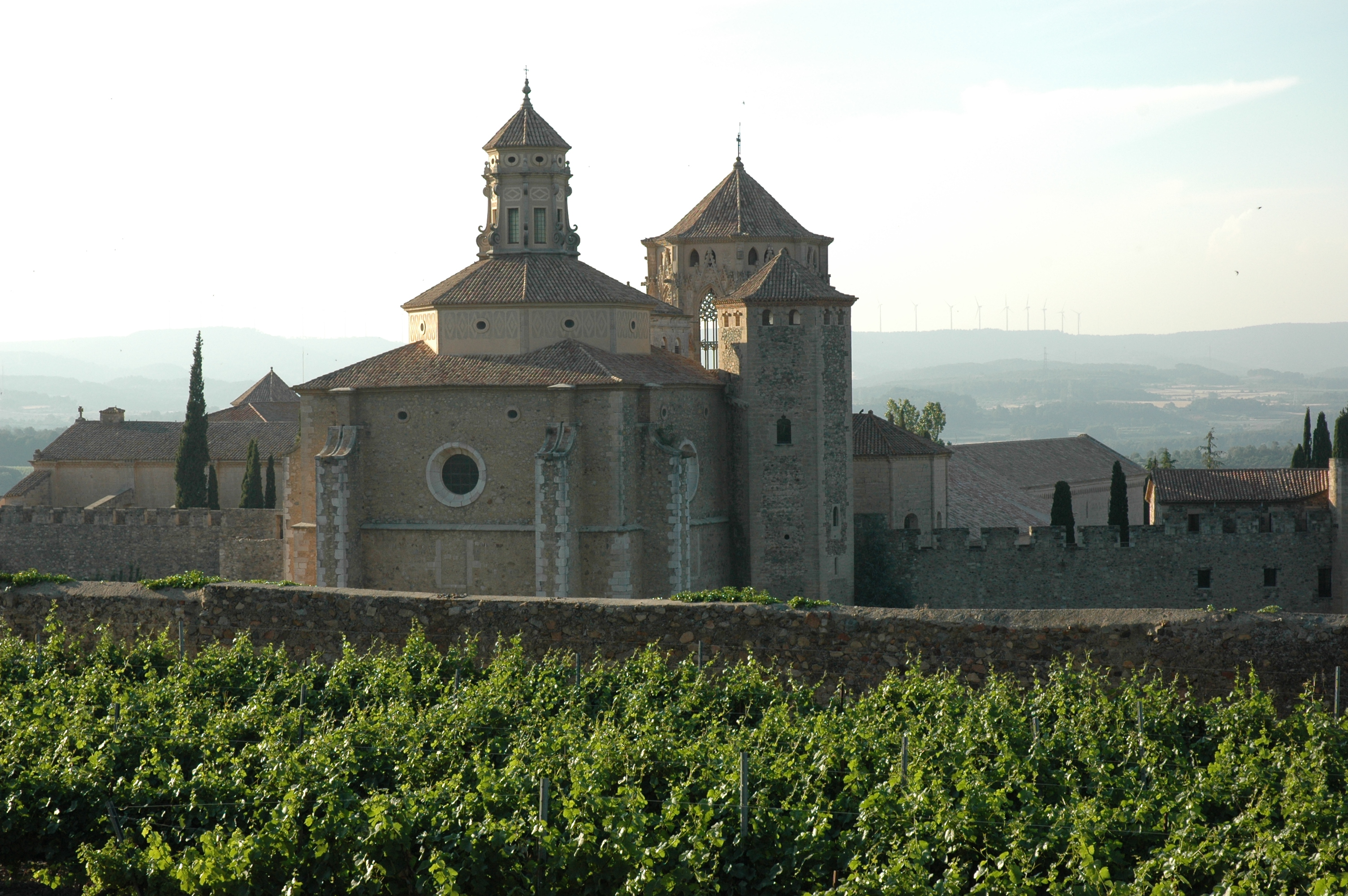
Les vinyes Grans Muralles que envolten el monestir de Poblet

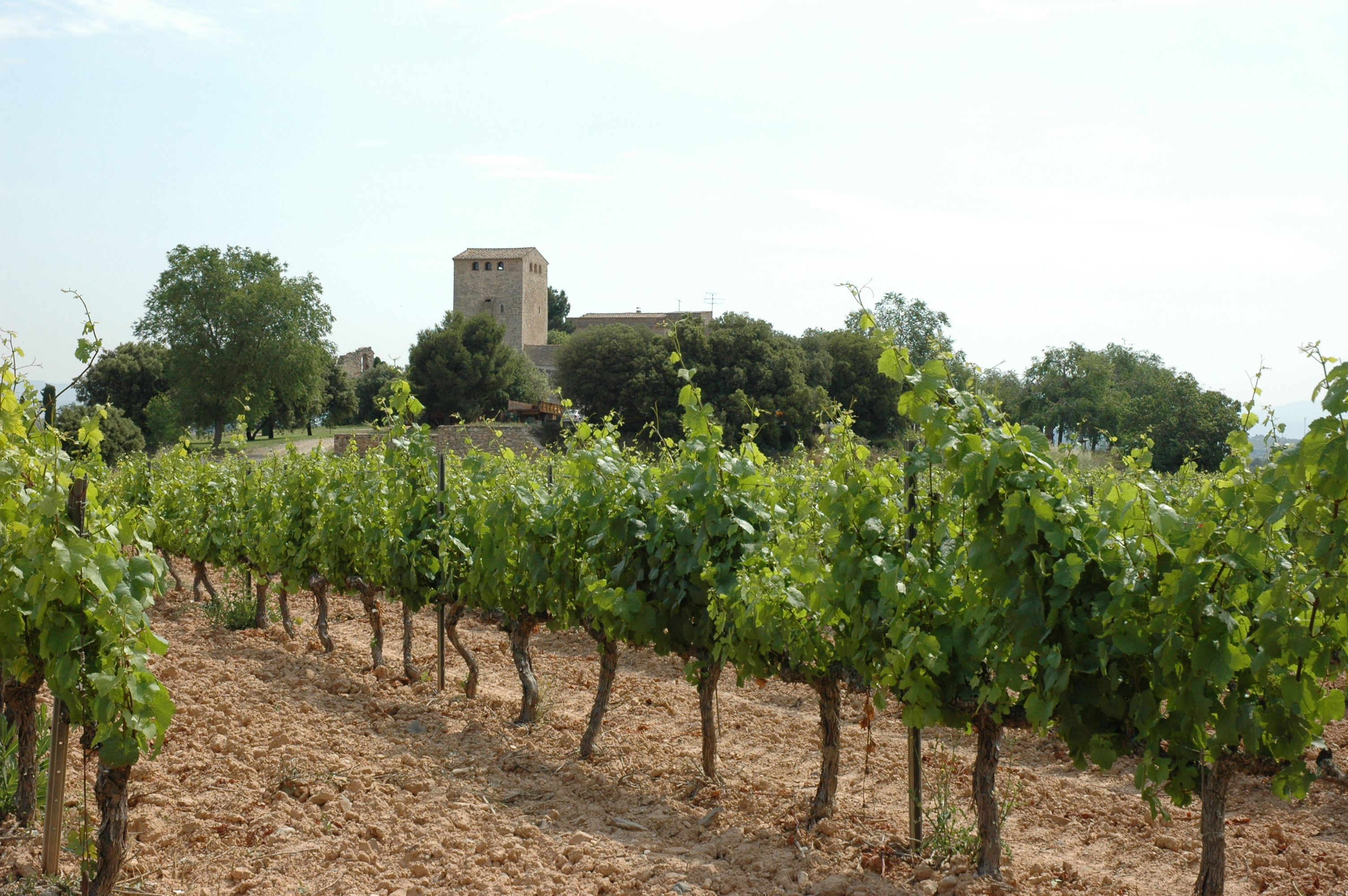
El castell de Milmanda

- Situat al costat de l'històric monestir de Poblet, el Grans Muralles pren el seu nom del vinyer que envolta les muralles d'aquell lloc. Varietats històriques gairebé extintes, com les Garró i la Samsó comparteixen terra amb les fileres de Garnatxa tinta, Monastrell i Mazuelo.
- Propietat de la família Torres des de 1983, Mas Borras acull una vinya de Pinot noir. Aquesta varietat de raïm exigeix cultius d'incansable cura i una implacable i severa limitació de rendiments.
- Molt limitada a una extensió de només quatre hectàrees, la finca que dona origen al Torres Reserva Real, té una producció escassíssima, que tot just supera les 6.000 ampolles anuals.